# SN 2001F
SN 2001F – supernowa typu Ia odkryta 6 stycznia 2001 roku w galaktyce IC 867. W momencie odkrycia miała maksymalną jasność 16,50m.